# 秦爱
秦爱（546年—614年12月27日）字季养，齐郡历城（山东历城）人。唐朝大将秦叔宝之父。
1995年初，在济南市经七路小纬六路银行宿舍楼施工中，发现一座石室墓葬。出土残损彩陶俑数件及碑形墓志铭一块。墓主人秦爱，是唐朝开国名将秦琼的父亲。
墓志铭记载：秦爱祖父秦孝达，为魏广年县令。父秦方太，北齐文襄帝次子广宁王高孝珩的王府记室。秦爱则担任过齐咸阳王斛律明月之子斛律武都幕府中的录事参军，北周武帝宇文邕灭北齐后，秦爱乃告归乡里，历经北周、隋两朝。隋大业十年十一月廿一日（公历614年12月27日）终于齐州历城县怀智里宅，春秋六十九。武德八年，皇帝下诏追赠上轻车都尉（勋官名，比正四品）。貞觀元年十一月唐太宗下诏再次追赠为持节、瀛州诸军事、瀛州刺史。贞观二年正月十三日，改葬于齐州历城县怀智里（即今经七路小纬六路一带）。
秦爱孙、秦琼子秦怀道墓志铭记载：秦爱于贞观初，追赠瀛州刺史，上柱国，历城县开国公。此后，由秦怀道袭爵。
秦琼孙、秦怀道子秦佾墓志铭记载：秦爱曾任荆王府司马。秦琼孙、秦善道子秦晙墓志铭记载：秦爱曾任荆王府长史。此“荆王”，疑似北周武帝宇文邕之子宇文元。